# John Warner
John William Warner (18 de fevereiro de 1927 – Alexandria, 25 de maio de 2021) foi um político norte-americano que serviu como senador por trinta anos representando a Virgínia. Também ocupou o cargo de secretário da Marinha entre 1972 e 1974.

## Morte
Warner morreu em 25 de maio de 2021 em Alexandria, aos 94 anos de idade, de insuficiência cardíaca.